# Mistigri Torture
Pour les articles homonymes, voir Mistigri.
Albums de Mickey 3D
L'amour
(1998) La Trêve
(2001)
Mistigri Torture est le premier album du groupe français Mickey 3D, sorti en 1999 chez le label indépendant Premier Disque, puis réédité par Virgin en 2000 (avec Star et L'âge de tes artères en versions légèrement censurées).
Huit morceaux sont repris des cassettes démos sorties les années précédentes. De ce fait, Mistigri Torture sonne souvent plus comme une démo réalisée avec peu de moyens que comme un véritable album. La France a peur est l'unique single tiré de l'album, qui se conclut par trois titre en anglais. 

## Liste des chansons
| No  | Titre                             | Durée |
| --- | --------------------------------- | ----- |
| 1.  | La France a peur                  | 4:02  |
| 2.  | Merci la vie                      | 3:29  |
| 3.  | Chanson du calvaire               | 2:06  |
| 4.  | Le Grand Jacques                  | 1:55  |
| 5.  | L'Âge de tes artères              | 2:21  |
| 6.  | Le Goût du citron                 | 2:09  |
| 7.  | La Saint Glin-glin                | 2:48  |
| 8.  | L'Amour à 100 %                   | 2:32  |
| 9.  | Phénoménal                        | 4:24  |
| 10. | La guerre, c'était pas si mauvais | 2:29  |
| 11. | Psylo                             | 4:49  |
| 12. | Janis                             | 2:54  |
| 13. | Good Bye Green Day                | 3:07  |
| 14. | Star (I'll Never Die)             | 5:24  |